# La Vie immortelle d'Henrietta Lacks
Pour plus de détails, voir Fiche technique et Distribution.
La Vie immortelle d'Henrietta Lacks est un téléfilm américain réalisé par George C. Wolfe, diffusé pour la première fois sur la chaîne HBO le 22 avril 2017.
Mettant en vedette Oprah Winfrey, il est tiré du livre du même nom par Rebecca Skloot et de documents évoquant l'histoire de Henrietta Lacks, diagnostiquée d'un cancer du col de l'utérus dans les années 1950, et dont les cellules cancéreuses (plus tard connues sous le nom de HeLa) devaient changer l'histoire du traitement du cancer.
Henrietta Lacks était atteinte d'un cancer. À l'hôpital, on lui a fait un prélèvement sans son consentement. Ses cellules ont été utilisées dans le but de faire avancer la science. La famille a appris beaucoup plus tard la vérité. Une journaliste lisant un article sur cette histoire a décidé de mener une enquête afin d'interroger les membres de sa famille. À la suite de ses découvertes, cette journaliste a décidé d'écrire un livre pour raconter l'histoire de cette famille pour que tout le monde sache la vérité.  

## Fiche technique
- Réalisation : George C. Wolfe
- Scénario : Peter Landesman, Alexander Woo, George C. Wolfe
- Musique : Branford Marsalis
- Durée: 92 minutes

## Distribution
- Oprah Winfrey (VF : Mireille Delcroix) : Deborah Lacks
- Rose Byrne (VF : Pascale Chemin) : Rebecca Skloot
- Renée Elise Goldsberry (VF : Audrey Sablé) : Henrietta Lacks
- Courtney B. Vance (VF : Jean-Paul Pitolin) : Sir Lord Keenan Kester Cofield
- Reg E. Cathey : Zakariyya Lacks
- Ruben Santiago-Hudson : Dr. Pattillo
- Leslie Uggams : Sadie
- Reed Birney : Dr. George Gey
- John Douglas Thompson : Lawrence Lacks
- Adriane Lenox (en) : Barbra Lacks
- Roger Robinson (VF : Benoît Allemane) : Day Lacks
- Rocky Carroll : Sonny Lacks
- Kyanna Simone Simpson (VF : Lily Rubens) : la jeune Deborah Lacks

 Source et légende : version française (VF) sur RS Doublage

## Production
Le film est annoncé le 2 mai 2016. George C. Wolfe écrit et réalise le film, Oprah Winfrey coproduit le film et en est la vedette, tenant le rôle de Deborah Lacks, la fille d'Henrietta. En juillet, Rose Byrne est choisie pour jouer le rôle de Rebecca Skloot, l'auteur du livre sur Henrietta qui se lie d'amitié avec Deborah en enquêtant sur la vie de sa défunte mère. Renée Elise Goldsberry est choisie pour le rôle-titre d'Henrietta Lacks. Le noyau dur de la distribution est complété en août 2016, avec Courtney B. Vance, Ruben Santiago-Hudson, Reg E. Cathey et Leslie Uggams entre autres. Le 21 septembre 2016, le tournage de La Vie immortelle d'Henrietta Lacks se poursuit à Baltimore après plusieurs semaines de tournage à Atlanta,. Deux fils d'Henrietta Lacks, Zakariyya et Sonny, ont été consultants pendant le tournage du film.